# Grumpy Cat

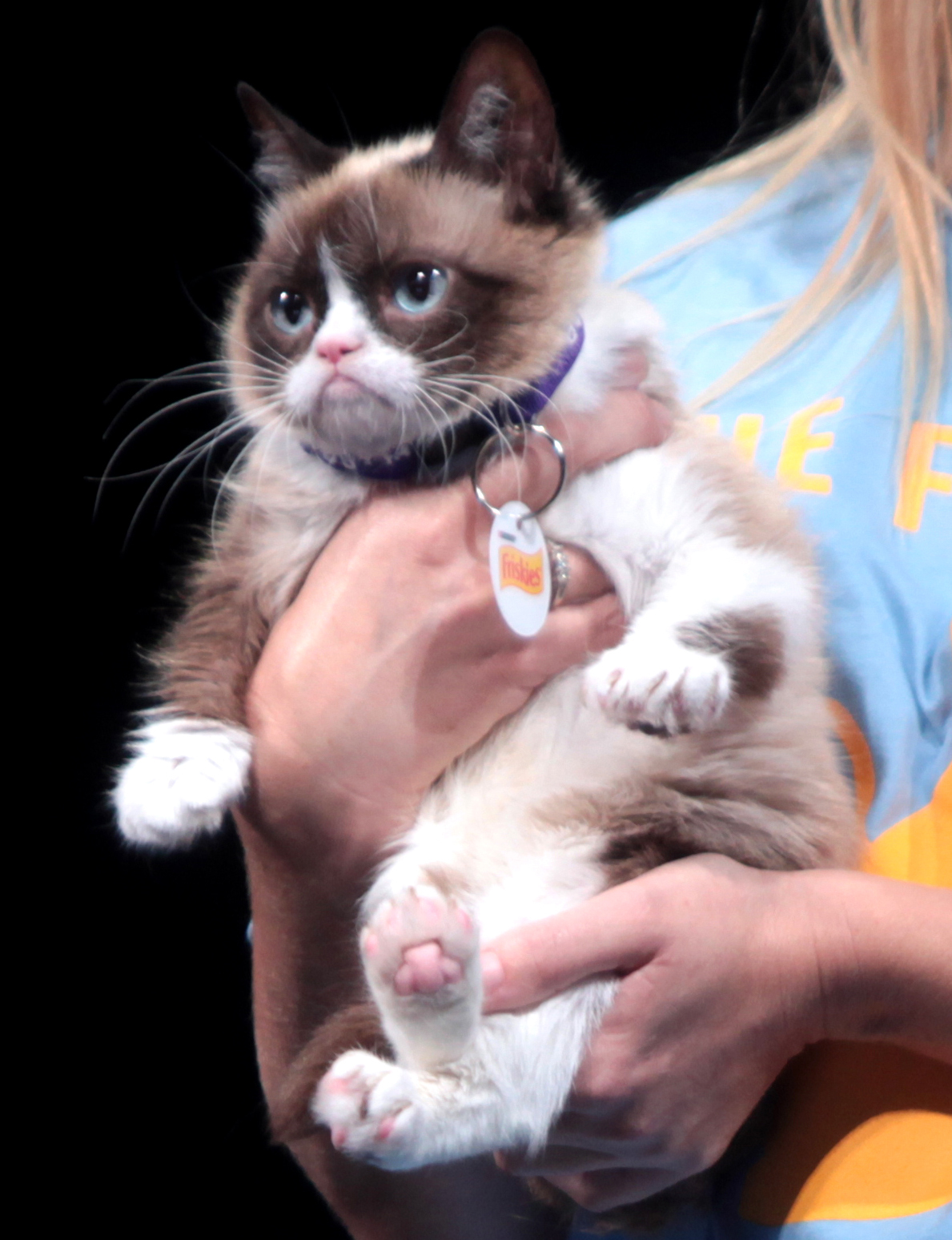
Grumpy Cat

Grumpy Cat, właściwe imię: Tardar Sauce, „sos tatarski” (ur. 4 kwietnia 2012, zm. 14 maja 2019) – amerykańska kotka, która stała się osobowością internetową i której wizerunek wykorzystano w memach internetowych.

## Wygląd
Zasłynęła z powodu wyglądu pyska, przypominającego wyrazem marudnego kota. Według jej opiekunki, Tabathy Bundesen, wyraz mimiki kotki był spowodowany wadą genetyczną związaną z karłowatością wynikającą z osteochondrodysplazji.
Kotka pochodziła od zdrowej pary kotów, mających typowy wygląd. Była bardzo mała i miała wadę budowy łap. Pomimo „zrzędliwego” wyglądu miała pogodny charakter. Według Bundesenów kotka zachowywała się normalnie przez „99% jej życia”.

## Popularność
Popularność kotki rozpoczęła się od opublikowania 22 września 2012 jej zdjęcia na portalu społecznościowym Reddit przez brata Tabathy Bundesen, Bryana. Ukazywało ono „zrzędliwy” wyraz pyska kotki w zbliżeniu. Opiekunowie kotki, świadomi jej niezwykłego wyglądu, utworzyli na Facebooku jej oficjalną stronę fanowską „The Official Grumpy Cat”, mającą prawie 9 milionów fanów. Gazeta „The Wall Street Journal” 30 maja 2013 opublikowała zdjęcie kotki na pierwszej stronie. 7 października 2013 kotka pojawiła się na okładce „New York Magazine”. Była fotografowana (m.in. w celach reklamowych) raz w tygodniu. Jej opiekunka nie dopuszczała do niej obcych ludzi w innych celach.

## Komercjalizacja wizerunku
Handlowy nadzór nad wizerunkiem kotki objął jej menedżer, Ben Lashes, który przejął kontrolę handlową również nad internetowymi kotami Nyan Cat i Lil Bub. Ze względu na popularność zwierzęcia jej opiekunka porzuciła pracę w restauracji Red Lobster, aby poświęcić się sprawom handlowym związanymi z Grumpy Cat. Brat Tabathy Bundesen, Bryan, poświęcił się promocji kotki na Facebooku, YouTube i Twitterze.
Według bazy danych Biura Patentów i Znaków Towarowych USA spółka handlowa o nazwie „Grumpy Cat Inc. Corp. Ohio” opatentowała znak handlowy „Grumpy Cat” i wizerunek kotki w styczniu 2013. Firma Hot Topic zajmuje się sprzedażą oraz internetową reklamą licencjonowanych pamiątek z wizerunkiem kotki, np. kubków i koszulek. Prowadzona jest też sprzedaż pluszowych zabawek i figurek – podobizn Grumpy Cat. W 2013 wizerunek kotki przyniósł zysk ok. 1 miliona dolarów. Firma Grenade Beverage LLC produkuje mrożoną kawę Grumppuccino. Wydawnictwo Chronicle Books wydało 23 lipca 2013 książkę promującą Grumpy Cat Grumpy Cat: A Grumpy Book, kalendarz ścienny na 2014.
Kotka była prezentowana w amerykańskich programach telewizyjnych, m.in. w Today, Good Morning America, CBS Evening News, VH1. Stacja telewizyjna MSNBC uznała Grumpy Cat w 2012 za najbardziej „wpływowego kota”. Stacje telewizyjne CNN, CBS i CNET uznały w 2013 Grumpy Cat za „największą gwiazdę” festiwalu SXSW Interactive, większą niż Elon Musk, Al Gore czy  Neil Gaiman. Kotka pojawiła się w kilku filmach dokumentalnych, a także w komedii specjalnie o niej pt.: „Grumpy Cat: Niewesołych Świąt” (ang. Grumpy Cat's Worst Christmas Ever).

## Kontrowersje dotyczące imienia
Pierwsze zdjęcia pokazujące kotkę przedstawiały ją jako „Tard” (czyli skrót od słowa „retard” – opóźniony). Właściciele później stworzyli historię, że imię Tard to skrót od Tardar Sauce.

## Nagrody przyznane Grumpy Cat
- 2013: nagroda roku podczas 2013 Webby Awards, przyznana przez internetową spółkę wydawniczą BuzzFeed, zajmującą się publikacją gazet internetowych[32][33]
- 2013: pierwsza nagroda „Golden Kitty” podczas drugiego Internet Cat Video Film Festival[34][35]
- 2013: nagroda „Lifetime Achievement Award” na konkursie producenta karmy dla zwierząt 2013 Friskies[36]